# Delosperma affine
Delosperma affine är en isörtsväxtart som beskrevs av Lavis. Delosperma affine ingår i släktet Delosperma, och familjen isörtsväxter. Inga underarter finns listade i Catalogue of Life.